# Angelo Brucculeri
Padre Angelo Brucculeri (Canicattì, 27 novembre 1879 – Roma, 14 dicembre 1969) è stato un gesuita, giornalista e sociologo italiano.
I suoi principali scritti si concentrano sulle dottrine sociali, seguite alla Rerum Novarum, della chiesa cattolica, sulle rappresentanze dei lavoratori e significativamente sul e per il corporativismo di matrice otto/novecentesca.

## Biografia
Dal punto di vista professionale il Brucculeri si interessò fin dagli esordi alla "questione sociale", partecipò alla quarta Settimana Sociale dei Cattolici Italiani svoltasi a Napoli nel 1910, dove conobbe Antonio Boggiano Pico, Agostino Gemelli, Mario Chiri, Giuseppe Toniolo, che lo influenzarono in parte sotto l'aspetto del pensiero sociale. Si spostò poi verso l'Ordoliberalismo della Scuola di Friburgo di Walter Eucken, il solidarismo francese e le scuole legate al Codice di Malines, continuando in parte a subire gli influssi educativi di rappresentanti della Compagnia di Gesù come Luigi Taparelli D'Azeglio e Matteo Liberatore.
Cappellano militare nella prima guerra mondiale, è stato un autore rappresentativo della Compagnia di Gesù, giornalista de "La Civiltà Cattolica", autore di saggi di sociologia tradotti in varie lingue. In particolare i suoi diciotto quaderni di "Dottrine sociali del Cattolicismo" sono rivolti ai cattolici che, politicamente impegnati nei loro Stati, desiderano venire a conoscenza del pensiero sociale cristiano

## Attività
La sua azione mirò, nella sua ottica e secondo la propria visione sociale, a difendere gli operai, i contadini, i salariati.
Anticapitalista almeno in teoria e anti-liberale, auspicava l'assoggettamento dell'economia e di tutta la società alla morale del cattolicesimo in pratica senza azioni legislative atte a controllare la libertà del mercato, prima garanzia contro un centralismo statale. 
Anticomunista in particolare durante la guerra fredda, definì il socialismo reale "incarnazione di Satana nel mondo".
Nell'ambito delle questioni razziali, durante il periodo delle leggi razziali fasciste difese i concetti esposti sul manifesto della razza cercando contatti e differenze dai concetti espressi nella dottrina nazista, evidenziando e difendendo l'originalità e le diverse particolarità del razzismo italiano così come propagandato da La difesa della razza ed attuato nei provvedimenti legislativi. Precedentemente, relativamente alla pubblicazione di Sul problema di Malthus, nel 1928, era già stato criticato, tra i tanti da Pietro Capasso, su Il pensiero Sanitario per non appoggiare sufficientemente l'eugenica, ma la politica demografica fascista poggiava appunto su basi differenti e tendenzialmente non eugenetiche, rispetto a quella della Germania.
In campo sindacale, tema d'interesse principe del Brucculeri, pur in una teorica ottica pluralista sia pure di tipo corporativo, sostenne dall'armistizio italiano del 1943 in poi, il "tollerare provvisoriamente un'unità dei lavoratori in un solo organismo, con le relative clausole del rispetto ai nostri principi morali e religiosi", premettendo "che un tale organismo non si protrarrà a lungo", per il fatto che coabitassero nell'organizzazione, insieme ai cattolici, istituti di ispirazione socialista di estrazione marxista.
Nel dopoguerra criticò sempre più fortemente la coabitazione fra marxisti e cattolici nell'allora confederazione unitaria CGIL fino all'avvenuta scissione della stessa del 1948.

## Scritti principali
- Salariato e compartecipazione, La civiltà cattolica, Roma 1920,
- Il problema della terra, La civiltà cattolica, Roma 1921
- Lo sciopero nella storia, nella morale, nell'economia, La civiltà cattolica, Roma 1923
- Sul problema di Malthus, La civiltà cattolica, Roma 1928
- Problemi odierni del mondo del lavoro, La civiltà cattolica, Roma 1929
- Il pensiero sociale di S. Agostino, La civiltà cattolica, Roma 1932; 2ª ediz 1945
- Intorno al corporativismo, Roma 1934

Le dottrine sociali del cattolicismo
Le date indicate possono riferirsi ad edizioni successive alla prima
- Lo sciopero
- 02 La funzione sociale della proprietà, Roma: La civiltà cattolica, 1944
- 03 Il capitalismo , Roma: La civiltà cattolica, 1944
- 04 L'economia sovietica
- 05 Il giusto salario, Roma: La civiltà cattolica, 1944
- 07 Lo stato e l'individuo
- 0? L'ordine internazionale, Roma: La civiltà cattolica, 1945
- 08 L'involuzione della civiltà , Roma: La civiltà cattolica, 1944
- 09 La chiesa e la civiltà , Roma: La civiltà cattolica, 1944
- 10 Moralità della guerra, Roma: La civiltà cattolica, 1944
- 11 La famiglia cristiana, Roma: La civiltà cattolica, 1944
- La giustizia sociale
- 13 Il comunismo, Roma: La civiltà cattolica, 1944
- 14 La democrazia, Roma: La civiltà cattolica, 1946
- 16 Obiezioni del comunismo contro la Chiesa , Roma: La civiltà cattolica, 1952
- 17 L'alleanza della croce e dell'aratro, Roma: La civiltà cattolica, 1956
- 18 Profilo intellettuale e morale di Giuseppe Toniolo, Roma: La civiltà cattolica, 1958

Questioni di attualità
- 04 Meditazioni politiche, Roma: La civiltà cattolica, 1946
- 08 	Meditazioni sociali: Salariato, profitto, partecipazionismo, cooperativismo, socializzazione, sindacalismo, unità sindacale, spiritualizzazione delle fabbriche, la questione sociale, Roma: La civiltà cattolica, 1946